# Golden Globe for bedste kvindelige birolle - film
Golden Globe for bedste kvindelige birolle -film er en Golden Globe Award, der første gang blev uddelt i 1944 af Hollywood Foreign Press Association, for en præstation i en film udgivet i det foregående år.

## Vindere og nominerede

### 1940'erne
| År   | Skuespillerinde      | Karakter               | Film                       |
| ---- | -------------------- | ---------------------- | -------------------------- |
| 1943 | Katina Paxinou       | Pilar                  | Hvem ringer klokkerne for? |
| 1944 | Agnes Moorehead      | Baroness Aspasia Conti | Mrs. Parkington            |
| 1945 | Angela Lansbury      | Sibyl Vane             | The Picture of Dorian Gray |
| 1946 | Anne Baxter          | Sophie MacDonald       | Knivens æg                 |
| 1947 | Celeste Holm         | Anne Dettrey           | Mand og mand imellem       |
| 1948 | Ellen Corby          | Aunt Trina             | I Remember Mama            |
| 1949 | Mercedes McCambridge | Sadie Burke            | Alle kongens mænd          |

### 1950'erne
| År   | Skuespillerinde   | Karakter                       | Film                         |
| ---- | ----------------- | ------------------------------ | ---------------------------- |
| 1950 | Josephine Hull    | Veta Louise Simmons            | Harvey                       |
| 1950 | Judy Holliday     | Doris Attinger                 | Adams ribben                 |
| 1950 | Thelma Ritter     | Birdie Kumen                   | Alt om Eva                   |
| 1951 | Kim Hunter        | Stella Kowalski                | Omstigning til Paradis       |
| 1951 | Lee Grant         | Shoplifter                     | Politistation 21             |
| 1951 | Thelma Ritter     | Ellen McNulty                  | Hvedebrødsdage               |
| 1952 | Katy Jurado       | Helen Ramirez                  | Sheriffen                    |
| 1952 | Mildred Dunnock   | Señora Espejo                  | Viva Zapata!                 |
| 1952 | Gloria Grahame    | Rosemary Bartlow               | Illusionernes by             |
| 1953 | Grace Kelly       | Linda Nordley                  | Mogambo                      |
| 1954 | Jan Sterling      | Sally McKee                    | Ingen vej tilbage            |
| 1955 | Marisa Pavan      | Rosa Delle Rose                | Den tatoverede rose          |
| 1956 | Eileen Heckart    | Hortense Daigle                | Ondskabens sæd               |
| 1956 | Mildred Dunnock   | Aunt Rose Comfort              | Baby Doll                    |
| 1956 | Marjorie Main     | The Widow Hudspeth             | Folket i den lykkelige dal   |
| 1956 | Dorothy Malone    | Marylee Hadley                 | Dårskabens timer             |
| 1956 | Patty McCormack   | Rhoda Penmark                  | Ondskabens sæd               |
| 1957 | Elsa Lanchester   | Miss Plimsoll                  | Anklagerens vidne            |
| 1957 | Mildred Dunnock   | Miss Elsie Thornton            | Når man er ung               |
| 1957 | Hope Lange        | Selena Cross                   | Når man er ung               |
| 1957 | Heather Sears     | Esther Costello                | Historien om Esther Costello |
| 1957 | Miyoshi Umeki     | Katsumi Kelly                  | Sayonara... farlig kærlighed |
| 1958 | Hermione Gingold  | Madame Alvarez                 | Gigi                         |
| 1958 | Peggy Cass        | Agnes Gooch                    | Auntie Mame                  |
| 1958 | Wendy Hiller      | Pat Cooper                     | Fra bord til bord            |
| 1958 | Maureen Stapleton | Fay Doyle                      | Lonelyhearts                 |
| 1958 | Cara Williams     | Billy's Mother                 | Lænken                       |
| 1959 | Susan Kohner      | Sarah Jane (age 18)            | Lad andre kun dømme          |
| 1959 | Edith Evans       | Rev. Mother Emmanuel (Belgium) | Nonnen                       |
| 1959 | Estelle Hemsley   | Grandma 'Gram' Martin          | Unge længsler                |
| 1959 | Juanita Moore     | Annie Johnson                  | Lad andre kun dømme          |
| 1959 | Shelley Winters   | Petronella Van Daan            | Anne Franks dagbog           |

### 1960'erne
| År   | Skuespillerinde     | Karakter                    | Film                                       |
| ---- | ------------------- | --------------------------- | ------------------------------------------ |
| 1960 | Janet Leigh         | Marion Crane                | Psycho                                     |
| 1960 | Ina Balin           | Natalie Benzinger           | Lykkejægeren                               |
| 1960 | Shirley Jones       | Lulu Bains                  | Elmer Gantry                               |
| 1960 | Shirley Knight      | Reenie Flood                | Mørket ovenpå                              |
| 1960 | Mary Ure            | Clara Dawes                 | Sønner og elskere                          |
| 1961 | Rita Moreno         | Anita                       | West Side Story                            |
| 1961 | Fay Bainter         | Amelia Tilford              | Sladder                                    |
| 1961 | Judy Garland        | Irene Hoffman Wallner       | Dommen i Nürnberg                          |
| 1961 | Lotte Lenya         | Contessa                    | Mrs. Stones romerske forår                 |
| 1961 | Pamela Tiffin       | Scarlett Hazeltine          | En, to, tre og et lillebitte hop           |
| 1962 | Angela Lansbury     | Mrs. Iselin                 | Kandidaten fra Manchuriet                  |
| 1962 | Patty Duke          | Helen Keller                | Helen Kellers triumf                       |
| 1962 | Hermione Gingold    | Eulalie Mackechnie Shinn    | The Music Man                              |
| 1962 | Shirley Knight      | Heavenly Finley             | Ungdoms søde fugl                          |
| 1962 | Susan Kohner        | Martha Freud                | Hemmelige lidenskaber                      |
| 1962 | Gabriella Pallotta  | Rosalba Massimo             | Duen der befriede Rom                      |
| 1962 | Martha Raye         | Lulu                        | Jumbo                                      |
| 1962 | Kaye Stevens        | Nurse Didi                  | Engle er vi ikke                           |
| 1962 | Jessica Tandy       | Mrs. Adams                  | Vinderen taber altid                       |
| 1962 | Tarita Teriipaia    | Maimiti                     | Mytteri på Bounty                          |
| 1963 | Margaret Rutherford | The Duchess of Brighton     | Hotel International                        |
| 1963 | Diane Baker         | Emily Stratman              | Jaget af spioner                           |
| 1963 | Joan Greenwood      | Lady Bellaston              | Tom Jones                                  |
| 1963 | Wendy Hiller        | Anna Berniers               | Skjult begær                               |
| 1963 | Linda Marsh         | Thomna Sinnikoglou          | Amerika, Amerika                           |
| 1963 | Patricia Neal       | Alma Brown                  | Den utæmmelige                             |
| 1963 | Liselotte Pulver    | Sonya                       | A Global Affair                            |
| 1963 | Lilia Skala         | Mother Maria                | Markens liljer                             |
| 1964 | Agnes Moorehead     | Velma Cruther               | Tys... tys, Charlotte                      |
| 1964 | Elizabeth Ashley    | Monica Winthrop             | De ubændige                                |
| 1964 | Grayson Hall        | Judith Fellowes             | Fanget i natten                            |
| 1964 | Lila Kedrova        | Madame Hortense             | Zorba, grækeren                            |
| 1964 | Ann Sothern         | Sue Ellen Gamadge           | Den bedste mand                            |
| 1965 | Ruth Gordon         | Mrs. Clover / The Dealer    | Inside Daisy Clover                        |
| 1965 | Joan Blondell       | Lady Fingers                | The Cincinnati Kid                         |
| 1965 | Joyce Redman        | Emilia                      | Othello                                    |
| 1965 | Thelma Ritter       | Bertha                      | En pige i sengen er bedre end tre i luften |
| 1965 | Peggy Wood          | Mother Abbess               | The Sound of Music                         |
| 1966 | Jocelyne LaGarde    | Queen Malama                | Hawaii                                     |
| 1966 | Sandy Dennis        | Honey                       | Hvem er bange for Virginia Woolf?          |
| 1966 | Vivien Merchant     | Lily                        | Alfie                                      |
| 1966 | Geraldine Page      | Margery Chanticleer         | You're a Big Boy Now                       |
| 1966 | Shelley Winters     | Ruby                        | Alfie                                      |
| 1967 | Carol Channing      | Muzzy Van Hossmere          | Millie                                     |
| 1967 | Quentin Dean        | Delores Purdy               | I nattens hede                             |
| 1967 | Lillian Gish        | Mrs. Smith                  | Maskespillet                               |
| 1967 | Lee Grant           | Leslie Colbert              | I nattens hede                             |
| 1967 | Prunella Ransome    | Fanny Robin                 | Fjernt fra verdens vrimmel                 |
| 1967 | Beah Richards       | Mrs. Prentice               | Gæt hvem der kommer til middag             |
| 1968 | Ruth Gordon         | Minnie Castevet             | Rosemary's Baby                            |
| 1968 | Barbara Hancock     | Susan the Silent            | Regnbuedalen                               |
| 1968 | Abbey Lincoln       | Ivy Moore                   | En mand til Ivy                            |
| 1968 | Sondra Locke        | Mick Kelly                  | Hjertet er en ensom vandrer                |
| 1968 | Jane Merrow         | Alys, Countess of the Vexin | Løve ved vintertide                        |
| 1969 | Goldie Hawn         | Toni Simmons                | Kaktusblomsten                             |
| 1969 | Marianne McAndrew   | Irene Molloy                | Hello, Dolly!                              |
| 1969 | Siân Phillips       | Ursula Mossbank             | Farvel, Mr. Chips                          |
| 1969 | Brenda Vaccaro      | Shirley                     | Midnight Cowboy                            |
| 1969 | Susannah York       | Alice LeBlanc               | Jamen, man skyder da heste?                |

### 1970'erne
| År   | Skuespillerinde     | Karakter                 | Film                                                    |
| ---- | ------------------- | ------------------------ | ------------------------------------------------------- |
| 1970 | Karen Black         | Rayette Dipesto          | Five Easy Pieces                                        |
| 1970 | Maureen Stapleton   | Inez Guerrero            | Airport - vinger af ild                                 |
| 1970 | Tina Chen           | Nyuk Tsin                | Hawaii brænder                                          |
| 1970 | Lee Grant           | Joyce Enders             | The Landlord                                            |
| 1970 | Sally Kellerman     | Margaret O'Houlihan      | M*A*S*H                                                 |
| 1971 | Ann-Margret         | Bobbie                   | Kødets lyst                                             |
| 1971 | Ellen Burstyn       | Lois Farrow              | Sidste forestilling                                     |
| 1971 | Cloris Leachman     | Ruth Popper              | Sidste forestilling                                     |
| 1971 | Diana Rigg          | Barbara Drummond         | Hospitalet                                              |
| 1971 | Maureen Stapleton   | Karen Nash               | Hotel Plaza nr. 719                                     |
| 1972 | Shelley Winters     | Belle Rosen              | SOS Poseidon kalder                                     |
| 1972 | Marisa Berenson     | Natalia Landauer         | Cabaret                                                 |
| 1972 | Jeannie Berlin      | Lila Kolodny             | Hjerteknuseren                                          |
| 1972 | Helena Kallianiotes | Jackie Burdette          | Kansas City Bomber                                      |
| 1972 | Geraldine Page      | Gertrude                 | Pete & Tillie                                           |
| 1973 | Linda Blair         | Regan MacNeil            | Eksorcisten                                             |
| 1973 | Valentina Cortese   | Severine                 | Den amerikanske nat                                     |
| 1973 | Madeline Kahn       | Trixie Delight           | Paper Moon                                              |
| 1973 | Kate Reid           | Claire                   | A Delicate Balance                                      |
| 1973 | Sylvia Sidney       | Mrs. Pritchett           | Husker du                                               |
| 1974 | Karen Black         | Myrtle Wilson            | Den store Gatsby                                        |
| 1974 | Beatrice Arthur     | Vera Charles             | Mame - min sjove tante                                  |
| 1974 | Jennifer Jones      | Lisolette Mueller        | Det tårnhøje helvede                                    |
| 1974 | Madeline Kahn       | Elizabeth                | Frankenstein junior                                     |
| 1974 | Diane Ladd          | Flo Castleberry          | Alice bor her ikke mere                                 |
| 1975 | Brenda Vaccaro      | Linda Riggs              | Én gang er ingen gang                                   |
| 1975 | Ronee Blakley       | Barbara Jean             | Nashville                                               |
| 1975 | Geraldine Chaplin   | Opal                     | Nashville                                               |
| 1975 | Lee Grant           | Felicia Karpf            | Shampoo                                                 |
| 1975 | Barbara Harris      | Albuquerque              | Nashville                                               |
| 1975 | Lily Tomlin         | Linnea Reese             | Nashville                                               |
| 1976 | Katharine Ross      | Mira Hauser              | Voyage of the Damned                                    |
| 1976 | Jodie Foster        | Iris Steensma            | Taxi Driver                                             |
| 1976 | Lee Grant           | Lili Rosen               | S/S St. Louis - Skibet som fik verden til at skamme sig |
| 1976 | Marthe Keller       | Elsa Opel                | Marathonmanden                                          |
| 1976 | Piper Laurie        | Margaret White           | Carrie                                                  |
| 1976 | Bernadette Peters   | Vilma Kaplan             | Silent Movie                                            |
| 1976 | Shelley Winters     | Fay Lapinsky             | Next Stop, Greenwich Village - her leves livet          |
| 1977 | Vanessa Redgrave    | Julia                    | Julia                                                   |
| 1977 | Ann-Margret         | Lady Booby               | Joseph Andrews                                          |
| 1977 | Joan Blondell       | Sarah Goode              | Opening Night                                           |
| 1977 | Leslie Browne       | Emilia Rodgers           | Skillevejen                                             |
| 1977 | Quinn Cummings      | Lucy McFadden            | Hvem sover hvor?                                        |
| 1977 | Lilia Skala         | Rosa                     | Roseland                                                |
| 1978 | Dyan Cannon         | Julia Farnsworth         | Himlen må vente                                         |
| 1978 | Carol Burnett       | Tulip Brenner            | Et bryllup                                              |
| 1978 | Maureen Stapleton   | Pearl                    | Rene linier                                             |
| 1978 | Meryl Streep        | Linda                    | Deer Hunter                                             |
| 1978 | Mona Washbourne     | Aunt                     | Stevie                                                  |
| 1979 | Meryl Streep        | Joanna Kramer            | Kramer mod Kramer                                       |
| 1979 | Jane Alexander      | Margaret Phelps          | Kramer mod Kramer                                       |
| 1979 | Kathleen Beller     | Elizabeth (Buffy) Koenig | Stol på mig                                             |
| 1979 | Candice Bergen      | Jessica Potter           | Lad os prøve igen                                       |
| 1979 | Valerie Harper      | Faye Medwick             | Et nyt kapitel                                          |

### 1980'erne
| År   | Skuespillerinde             | Karakter                             | Film                                |
| ---- | --------------------------- | ------------------------------------ | ----------------------------------- |
| 1980 | Mary Steenburgen            | Lynda Dummar                         | Melvin og Howard                    |
| 1980 | Lucie Arnaz                 | Molly Bell                           | The Jazz Singer                     |
| 1980 | Beverly D'Angelo            | Patsy Cline                          | Coal Miner's Daughter               |
| 1980 | Cathy Moriarty              | Vicki LaMotta                        | Tyren fra Bronx                     |
| 1980 | Debra Winger                | Sissy Davis                          | Urban Cowboy                        |
| 1981 | Joan Hackett                | Toby Landau                          | Only When I Laugh                   |
| 1981 | Jane Fonda                  | Chelsea Thayer Wayne                 | Deres sensommer                     |
| 1981 | Kristy McNichol             | Polly Hines                          | Only When I Laugh                   |
| 1981 | Maureen Stapleton           | Emma Goldman                         | Reds                                |
| 1981 | Mary Steenburgen            | Mother                               | Ragtime                             |
| 1982 | Jessica Lange               | Julie Nichols                        | Tootsie                             |
| 1982 | Cher                        | Sissy                                | James Dean længe leve               |
| 1982 | Lainie Kazan                | Belle Carroca                        | Det var tider                       |
| 1982 | Kim Stanley                 | Lillian Farmer                       | Frances                             |
| 1982 | Lesley Ann Warren           | Norma Cassady                        | Victor/Victoria                     |
| 1983 | Cher                        | Dolly Pelliker                       | Silkwood                            |
| 1983 | Barbara Carrera             | Fatima Blush                         | Never Say Never Again               |
| 1983 | Tess Harper                 | Rosa Lee                             | Den sidste drøm                     |
| 1983 | Linda Hunt                  | Billy Kwan                           | Lev farligt                         |
| 1983 | Joanna Pacuła               | Irina Asanova                        | Mord i Gorky Park                   |
| 1984 | Peggy Ashcroft              | Mrs. Moore                           | Vejen til Indien                    |
| 1984 | Drew Barrymore              | Casey Brodsky                        | Forældre - nej tak!                 |
| 1984 | Kim Basinger                | Memo Paris                           | Den bedste                          |
| 1984 | Jacqueline Bisset           | Yvonne Firmin                        | Under the vulkanen                  |
| 1984 | Melanie Griffith            | Holly Body                           | Stand-in for mord                   |
| 1984 | Christine Lahti             | Hazel                                | Græsenker                           |
| 1984 | Lesley Ann Warren           | Gilda                                | Songwriter                          |
| 1985 | Meg Tilly                   | Sister Agnes                         | Agnes of God - Vorherres egen Agnes |
| 1985 | Sônia Braga                 | Leni Lamaison / Marta / Spider Woman | Edderkoppekvindens kys              |
| 1985 | Anjelica Huston             | Maerose Prizzi                       | Familiens ære                       |
| 1985 | Amy Madigan                 | Sunny                                | Alle gode gange to                  |
| 1985 | Kelly McGillis              | Rachel Lapp                          | Vidnet                              |
| 1985 | Oprah Winfrey               | Sofia Johnson                        | Farven lilla                        |
| 1986 | Maggie Smith                | Charlotte Bartlett                   | Værelse med udsigt                  |
| 1986 | Linda Kozlowski             | Sue Charlton                         | Crocodile Dundee                    |
| 1986 | Mary Elizabeth Mastrantonio | Carmen                               | Det handler om penge                |
| 1986 | Cathy Tyson                 | Simone                               | Mona Lisa                           |
| 1986 | Dianne Wiest                | Holly                                | Hannah og hendes søstre             |
| 1987 | Olympia Dukakis             | Rose Castorini                       | Lunefulde måne                      |
| 1987 | Norma Aleandro              | Florencia                            | Gaby: A True Story                  |
| 1987 | Anne Archer                 | Beth Gallagher                       | Farligt begær                       |
| 1987 | Anne Ramsey                 | Mrs. Lift                            | Smid mor af toget                   |
| 1987 | Vanessa Redgrave            | Peggy Ramsay                         | Spids ørerne, smukke                |
| 1988 | Sigourney Weaver            | Katharine Parker                     | Working Girl                        |
| 1988 | Sônia Braga                 | Madonna Mendez                       | Moon Over Parador                   |
| 1988 | Barbara Hershey             | Mary Magdalene                       | Den sidste fristelse                |
| 1988 | Lena Olin                   | Sabina                               | Tilværelsens ulidelige lethed       |
| 1988 | Diane Venora                | Chan Parker                          | Bird                                |
| 1989 | Julia Roberts               | Shelby Eatenton Latcherie            | Det stærke køn                      |
| 1989 | Bridget Fonda               | Mandy Rice-Davies                    | Skandalen                           |
| 1989 | Brenda Fricker              | Mrs. Brown                           | Min venstre fod                     |
| 1989 | Laura San Giacomo           | Cynthia Bishop                       | Sex, løgn og video                  |
| 1989 | Dianne Wiest                | Helen Buckman                        | Hele den pukkelryggede familie      |

### 1990'erne
| År   | Skuespillerinde        | Karakter                | Film                                |
| ---- | ---------------------- | ----------------------- | ----------------------------------- |
| 1990 | Whoopi Goldberg        | Oda Mae Brown           | Ghost                               |
| 1990 | Lorraine Bracco        | Karen Hill              | Goodfellas                          |
| 1990 | Diane Ladd             | Marietta Fortune        | Vilde hjerter                       |
| 1990 | Shirley MacLaine       | Doris Mann              | Smil vi er på                       |
| 1990 | Mary McDonnell         | Stands With a Fist      | Danser med ulve                     |
| 1990 | Winona Ryder           | Charlotte Flax          | Skønne sild                         |
| 1991 | Mercedes Ruehl         | Anne Napolitano         | Fisher King                         |
| 1991 | Nicole Kidman          | Drew Preston            | Billy Bathgate: gangsterens lærling |
| 1991 | Diane Ladd             | Mother                  | Den vilde rose                      |
| 1991 | Juliette Lewis         | Danielle Bowden         | Cape Fear                           |
| 1991 | Jessica Tandy          | Ninny Threadgoode       | Stegte grønne tomater               |
| 1992 | Joan Plowright         | Mrs. Fisher             | Vidunderlige april                  |
| 1992 | Geraldine Chaplin      | Hannah Chaplin          | Chaplin                             |
| 1992 | Judy Davis             | Sally                   | Mænd og koner                       |
| 1992 | Miranda Richardson     | Ingrid Fleming          | Misbrugt                            |
| 1992 | Alfre Woodard          | Chantelle               | Passion Fish                        |
| 1993 | Winona Ryder           | May Welland             | Uskyldens år                        |
| 1993 | Penelope Ann Miller    | Gail                    | Fanget af fortiden                  |
| 1993 | Anna Paquin            | Flora McGrath           | The Piano                           |
| 1993 | Rosie Perez            | Carla Rodrigo           | Frygtløs                            |
| 1993 | Emma Thompson          | Gareth Peirce           | I faderens navn                     |
| 1994 | Dianne Wiest           | Helen Sinclair          | Bullets over Broadway               |
| 1994 | Kirsten Dunst          | Claudia                 | En vampyrs bekendelser              |
| 1994 | Sophia Loren           | Isabella de la Fontaine | Prêt-à-Porter                       |
| 1994 | Uma Thurman            | Mia Wallace             | Pulp Fiction                        |
| 1994 | Robin Wright           | Jenny Curran            | Forrest Gump                        |
| 1995 | Mira Sorvino           | Linda Ash               | Mig og Afrodite                     |
| 1995 | Anjelica Huston        | Mary                    | Crossing Guard                      |
| 1995 | Kathleen Quinlan       | Marilyn Lovell          | Apollo 13                           |
| 1995 | Kyra Sedgwick          | Emma Rae King           | Something to Talk About             |
| 1995 | Kate Winslet           | Marianne Dashwood       | Fornuft og følelse                  |
| 1996 | Lauren Bacall          | Hannah Morgan           | Kærligheden har to sider            |
| 1996 | Joan Allen             | Elizabeth Proctor       | Heksejagt                           |
| 1996 | Juliette Binoche       | Hana                    | Den engelske patient                |
| 1996 | Barbara Hershey        | Madame Serena Merle     | Portræt af en kvinde                |
| 1996 | Marianne Jean-Baptiste | Hortense Cumberbatch    | Hemmeligheder og løgne              |
| 1996 | Marion Ross            | Rosie Dunlop            | The Evening Star                    |
| 1997 | Kim Basinger           | Lynn Bracken            | L.A. Confidential                   |
| 1997 | Joan Cusack            | Emily Montgomery        | In & Out                            |
| 1997 | Julianne Moore         | Amber Waves             | Boogie Nights                       |
| 1997 | Gloria Stuart          | Rose Calvert            | Titanic                             |
| 1997 | Sigourney Weaver       | Janey Carver            | The Ice Storm                       |
| 1998 | Lynn Redgrave          | Hanna                   | Gods and Monsters                   |
| 1998 | Kathy Bates            | Libby Holden            | Præsidentkandidaten                 |
| 1998 | Brenda Blethyn         | Mari Hoff               | Little Voice                        |
| 1998 | Judi Dench             | Queen Elizabeth I       | Shakespeare in Love                 |
| 1998 | Sharon Stone           | Gwen Dillon             | Den frygtløse                       |
| 1999 | Angelina Jolie         | Lisa Rowe               | Girl, Interrupted                   |
| 1999 | Cameron Diaz           | Lotte Schwartz          | Being John Malkovich                |
| 1999 | Catherine Keener       | Maxine Lund             | Being John Malkovich                |
| 1999 | Samantha Morton        | Hattie                  | Dur og mol                          |
| 1999 | Natalie Portman        | Ann August              | Hvor lykken er                      |
| 1999 | Chloë Sevigny          | Lana Tisdel             | Boys Don't Cry                      |

### 2000'erne
| År   | Skuespillerinde      | Karakter                 | Film                      |
| ---- | -------------------- | ------------------------ | ------------------------- |
| 2000 | Kate Hudson          | Penny Lane               | Almost Famous             |
| 2000 | Judi Dench           | Armande Voizin           | Chocolat                  |
| 2000 | Frances McDormand    | Elaine Miller            | Almost Famous             |
| 2000 | Julie Walters        | Sandra Wilkinson         | Billy Elliot              |
| 2000 | Catherine Zeta-Jones | Helena Ayala             | Traffic                   |
| 2001 | Jennifer Connelly    | Alicia Nash              | Et smukt sind             |
| 2001 | Cameron Diaz         | Julie Gianni             | Vanilla Sky               |
| 2001 | Helen Mirren         | Mrs. Wilson              | Gosford Park              |
| 2001 | Maggie Smith         | Constance Trentham       | Gosford Park              |
| 2001 | Marisa Tomei         | Natalie Strout           | In the Bedroom            |
| 2001 | Kate Winslet         | Iris Murdoch             | Iris                      |
| 2002 | Meryl Streep         | Susan Orlean             | Orkidé-tyven              |
| 2002 | Kathy Bates          | Roberta Hertzel          | Rundt om Schmidt          |
| 2002 | Cameron Diaz         | Jenny Everdeane          | Gangs of New York         |
| 2002 | Queen Latifah        | Matron "Mama" Morton     | Chicago                   |
| 2002 | Susan Sarandon       | Mimi Slocumb             | Igby Goes Down            |
| 2003 | Renée Zellweger      | Ruby Thewes              | Tilbage til Cold Mountain |
| 2003 | Maria Bello          | Natalie Belisario        | The Cooler                |
| 2003 | Patricia Clarkson    | Joy Burns                | Pieces of April           |
| 2003 | Hope Davis           | Joyce Brabner            | American Splendor         |
| 2003 | Holly Hunter         | Melanie Freeland         | Thirteen                  |
| 2004 | Natalie Portman      | Alice Ayres / Jane Jones | Closer                    |
| 2004 | Cate Blanchett       | Katharine Hepburn        | The Aviator               |
| 2004 | Laura Linney         | Clara McMillen           | Kinsey                    |
| 2004 | Virginia Madsen      | Maya Randall             | Sideways                  |
| 2004 | Meryl Streep         | Eleanor Shaw             | The Manchurian Candidate  |
| 2005 | Rachel Weisz         | Tessa Quayle             | The Constant Gardener     |
| 2005 | Scarlett Johansson   | Nola Rice                | Match Point               |
| 2005 | Shirley MacLaine     | Ella Hirsch              | I dine sko                |
| 2005 | Frances McDormand    | Glory Dodge              | North Country             |
| 2005 | Michelle Williams    | Alma Beers Del Mar       | Brokeback Mountain        |
| 2006 | Jennifer Hudson      | Effie White              | Dreamgirls                |
| 2006 | Adriana Barraza      | Amelia Hernandez         | Babel                     |
| 2006 | Cate Blanchett       | Sheba Hart               | Notes on a Scandal        |
| 2006 | Emily Blunt          | Emily Charlton           | The Devil Wears Prada     |
| 2006 | Rinko Kikuchi        | Chieko Wataya            | Babel                     |
| 2007 | Cate Blanchett       | Jude Quinn               | I'm Not There             |
| 2007 | Julia Roberts        | Joanne Herring           | Charlie Wilson's War      |
| 2007 | Saoirse Ronan        | Briony Tallis            | Soning                    |
| 2007 | Amy Ryan             | Helene McCready          | Gone Baby Gone            |
| 2007 | Tilda Swinton        | Karen Crowder            | Michael Clayton           |
| 2008 | Kate Winslet         | Hanna Schmitz            | The Reader                |
| 2008 | Amy Adams            | Sister James             | Doubt                     |
| 2008 | Penélope Cruz        | María Elena              | Vicky Cristina Barcelona  |
| 2008 | Viola Davis          | Mrs. Miller              | Doubt                     |
| 2008 | Marisa Tomei         | Cassidy / Pam            | The Wrestler              |
| 2009 | Mo'Nique             | Mary Lee Johnston        | Precious                  |
| 2009 | Penélope Cruz        | Carla Albanese           | Nine                      |
| 2009 | Vera Farmiga         | Alex Goran               | Up in the Air             |
| 2009 | Anna Kendrick        | Natalie Keener           | Up in the Air             |
| 2009 | Julianne Moore       | Charley Miller           | A Single Man              |

### 2010'erne
| År   | Skuespillerinde      | Karakter                | Film                       |
| ---- | -------------------- | ----------------------- | -------------------------- |
| 2010 | Melissa Leo          | Alice Eklund-Ward       | The Fighter                |
| 2010 | Amy Adams            | Charlene Fleming        | The Fighter                |
| 2010 | Helena Bonham Carter | Queen Elizabeth         | Kongens store tale         |
| 2010 | Mila Kunis           | Lily / The Black Swan   | Black Swan                 |
| 2010 | Jacki Weaver         | Janine "Smurf" Cody     | Animal Kingdom             |
| 2011 | Octavia Spencer      | Minny Jackson           | Niceville                  |
| 2011 | Bérénice Bejo        | Peppy Miller            | The Artist                 |
| 2011 | Jessica Chastain     | Celia Foote             | Niceville                  |
| 2011 | Janet McTeer         | Hubert Page             | Albert Nobbs               |
| 2011 | Shailene Woodley     | Alexandra King          | The Descendants            |
| 2012 | Anne Hathaway        | Fantine                 | Les Misérables             |
| 2012 | Amy Adams            | Peggy Dodd              | The Master                 |
| 2012 | Sally Field          | Mary Todd Lincoln       | Lincoln                    |
| 2012 | Helen Hunt           | Cheryl Cohen-Greene     | The Sessions               |
| 2012 | Nicole Kidman        | Charlotte Bless         | The Paperboy               |
| 2013 | Jennifer Lawrence    | Rosalyn Rosenfeld       | American Hustle            |
| 2013 | Sally Hawkins        | Ginger                  | Blue Jasmine               |
| 2013 | Lupita Nyong'o       | Patsey                  | 12 Years a Slave           |
| 2013 | Julia Roberts        | Barbara Weston-Fordham  | Familien                   |
| 2013 | June Squibb          | Kate Grant              | Nebraska                   |
| 2014 | Patricia Arquette    | Olivia Evans            | Boyhood                    |
| 2014 | Jessica Chastain     | Anna Morales            | A Most Violent Year        |
| 2014 | Keira Knightley      | Joan Clarke             | The Imitation Game         |
| 2014 | Emma Stone           | Sam Thomson             | Birdman                    |
| 2014 | Meryl Streep         | The Witch               | Into the Woods             |
| 2015 | Kate Winslet         | Joanna Hoffman          | Steve Jobs                 |
| 2015 | Jane Fonda           | Brenda Morel            | Youth                      |
| 2015 | Jennifer Jason Leigh | Daisy Domergue          | The Hateful Eight          |
| 2015 | Helen Mirren         | Hedda Hopper            | Trumbo                     |
| 2015 | Alicia Vikander      | Ava                     | Ex Machina                 |
| 2016 | Viola Davis          | Rose Maxson             | Fences                     |
| 2016 | Naomie Harris        | Paula Harris            | Moonlight                  |
| 2016 | Nicole Kidman        | Sue Brierley            | Lion                       |
| 2016 | Octavia Spencer      | Dorothy Vaughan         | Hidden Figures             |
| 2016 | Michelle Williams    | Randi Chandler          | Manchester by the Sea      |
| 2017 | Allison Janney       | LaVona Golden           | I, Tonya                   |
| 2017 | Mary J. Blige        | Florence Jackson        | Mudbound                   |
| 2017 | Hong Chau            | Ngoc Lan Tran           | Downsizing                 |
| 2017 | Laurie Metcalf       | Marion McPherson        | Lady Bird                  |
| 2017 | Octavia Spencer      | Zelda Delilah Fuller    | The Shape of Water         |
| 2018 | Regina King          | Sharon Rivers           | If Beale Street Could Talk |
| 2018 | Amy Adams            | Lynne Cheney            | Vice                       |
| 2018 | Claire Foy           | Janet Shearon Armstrong | First Man                  |
| 2018 | Emma Stone           | Abigail Masham          | The Favourite              |
| 2018 | Rachel Weisz         | Sarah Churchill         | The Favourite              |
| 2019 | Laura Dern           | Nora Fanshaw            | Marriage Story             |
| 2019 | Kathy Bates          | Barbara "Bobi" Jewell   | Richard Jewell             |
| 2019 | Annette Bening       | Dianne Feinstein        | The Report                 |
| 2019 | Jennifer Lopez       | Ramona Vega             | Hustlers                   |
| 2019 | Margot Robbie        | Kayla Pospisil          | Bombshell                  |

### 2020'erne
| År   | Skuespillerinde | Karakter             | Film              |
| ---- | --------------- | -------------------- | ----------------- |
| 2020 | Jodie Foster    | Nancy Hollander      | The Mauritanian   |
| 2020 | Glenn Close     | Bonnie "Mamaw" Vance | Hillbilly Elegy   |
| 2020 | Olivia Colman   | Anne                 | The Father        |
| 2020 | Amanda Seyfried | Marion Davies        | Mank              |
| 2020 | Helena Zengel   | Johanna Leonberger   | News of the World |